# Hypleurochilus multifilis
Hypleurochilus multifilis es una especie de pez de la familia Blenniidae en el orden de los Perciformes.

## Reproducción
Es ovíparo.

## Hábitat
Es un pez de mar y de clima tropical.

## Distribución geográfica
Se encuentra en Texas (Estados Unidos ).